# Metamitobates squalidus
Metamitobates squalidus is een hooiwagen uit de familie Gonyleptidae.